# Cuviera physinodes
Cuviera physinodes är en måreväxtart som beskrevs av Karl Moritz Schumann. Cuviera physinodes ingår i släktet Cuviera och familjen måreväxter.
Artens utbredningsområde är Gabon. Inga underarter finns listade i Catalogue of Life.